# Bronisław Malinowski (antropológus)
Bronisław Malinowski, születési nevén Bronisław Kasper Malinowski (Krakkó, 1884. április 7. – New Haven, Connecticut, 1942. május 16.) lengyel származású kulturális antropológus, a kulturális antropológia atyjának tartják.

## Életrajza
Az Osztrák–Magyar Monarchia lengyel nemzetiségű állampolgára volt, szülei Lucjan Malinowski és Józefa Lacka. Apja a szláv filológia professzora volt, anyja gazdag, művelt földbirtokos családból származott és nyelvészettel foglalkozott.
1908-ban diplomázott filozófiából, fizikából és matematikából a Krakkói Egyetemen. Ezután a Lipcsei Egyetemen tanult fizikai kémiát, itt került kapcsolatba Wilhelm Wundt filozófussal, aki nagy hatással volt rá. 1913-tól a London School of Economics felsőoktatási intézményben tanított, ahol 1916-ban PhD fokozatot szerzett. Ez alatt az idő alatt olvasta James George Frazer Az aranyág (The Golden Bough) című művét, mely felkeltette érdeklődését az antropológia iránt.
Az első világháború alatt az Új-Guinea melletti Trobriand-szigeteken élt és végzett terepkutatásokat a szokásos kulturális antropológiai módszerrel: megfigyeléssel, a lakosság tagjaival folytatott beszélgetésekkel. Ennek során fedezte fel, hogy e szigetek lakói kagyló karpereceket és nyakláncokat cserélnek egymással, de olyan módon, hogy végül minden sziget lakosságánál ugyanannyi (de újonnan cserélt) karperec és nyaklánc marad. Malinowski kimutatta, hogy ennek a „kulakereskedelemnek” funkciója van, mert ez teszi lehetővé, hogy az óceánban szétszórt szigetek lakossága kapcsolatban maradjon egymással (Malinowski 1972). Angliában írt elméleti munkáiban Malinowski később kifejtette, ha valamilyen szokás, intézmény, hiedelem létezik valamely társadalomban, akkor annak biztosan van valamilyen funkciója (biopszichológiai funkcionalizmus).
1919-ben feleségül vette Elsie Rosaline Massont, akitől három lánya született. 1940-ben újranősült, Anna Valetta Hayman-Joyce festőnőt vette feleségül.

## Művei
- The Trobriand Islands (1915)

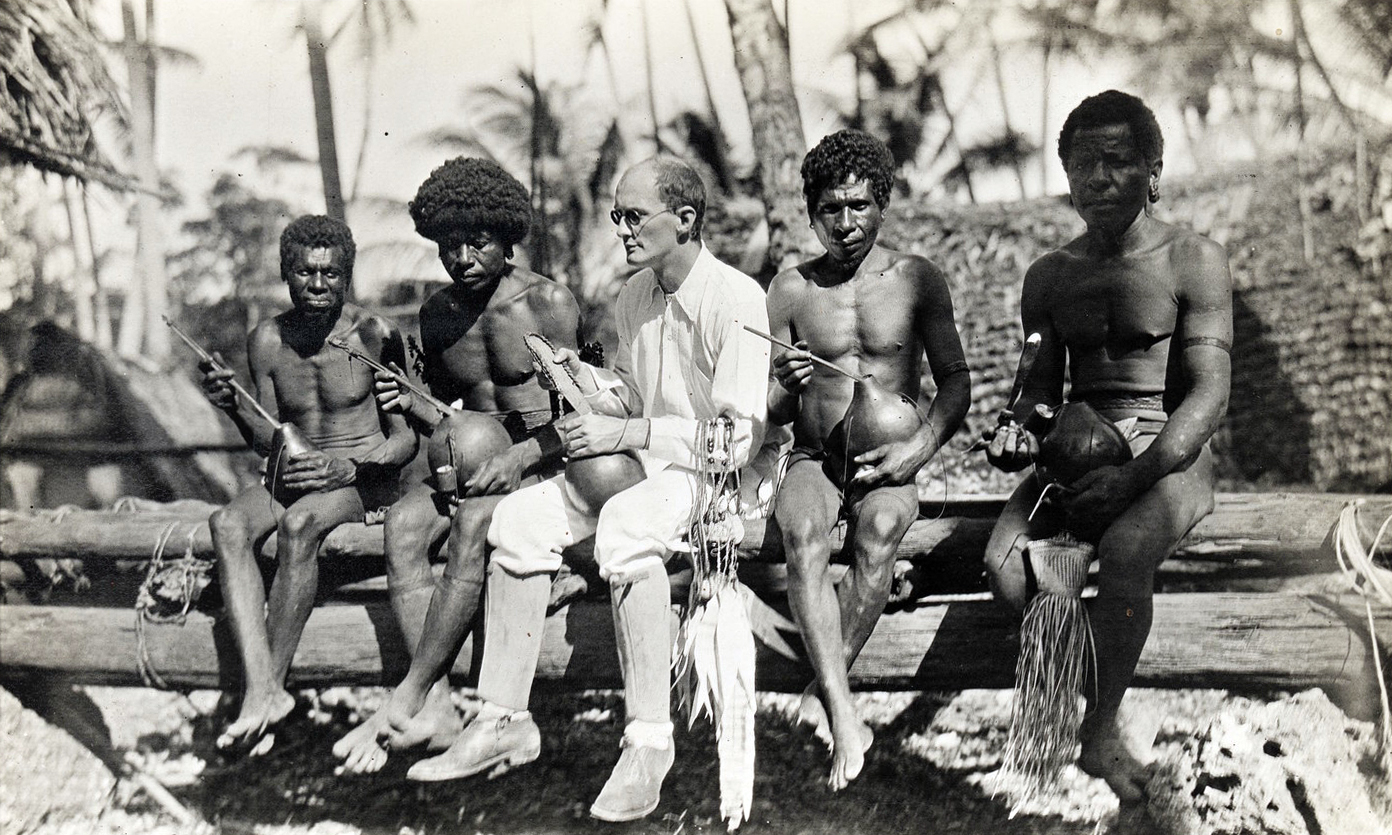
Malinowski Trobriand-szigeteki őslakosok körében (1918)

- Argonauts of the Western Pacific (1922)
- The Scientific Theory of Culture (1922)

Halála után jelent meg
- Magic, Science, and Religion (1948)
- The Dynamics of Culture Change (1961)

### Magyarul
- Baloma. Válogatott írások; szerk., vál., utószó, jegyz. Bodrogi Tibor, ford. Bónis György, Ecsedy Csaba; Gondolat, Bp., 1972
- Nemiség és elfojtás a vad társadalomban; ford. Pásztor Andrea; L'Harmattan Kiadó, Budapest, 2020 (Kultúrák keresztútján) ISBN 9789634145998
- A csoport és az egyén a funkcionális elemzésben; In: Paul Bohannan – Mark Glazer (szerk.): Mérföldkövek a kulturális antropológiában. Panem Kft., 2006, 376-405.